# Minab
Minab (persiska: ميناب) är en stad i sydöstra Iran. Den är administrativt centrum för delprovinsen (shahrestan) Minab i provinsen Hormozgan. Mīnāb ligger 43 meter över havet och antalet invånare är 70 790.